# Rudolf Bálint
Rudolf Bálint (Budapest, 22 de octubre de 1874-Ib., 23 de mayo de 1929) fue un  neurólogo y psiquiatra austrohúngaro notable por su descubrimiento del síndrome de Balint. No debe confundirse con su contemporáneo pintor de paisajes Rezső Bálint.